# Antônio Silva
Antônio Silva (sinh ngày 24 tháng 8 năm 1952) là một huấn luyện viên và cựu cầu thủ bóng đá người Brasil.

## Sự nghiệp Huấn luyện viên
Antônio Silva đã dẫn dắt Yokohama Flügels.